# Hugo Egmont Hørring

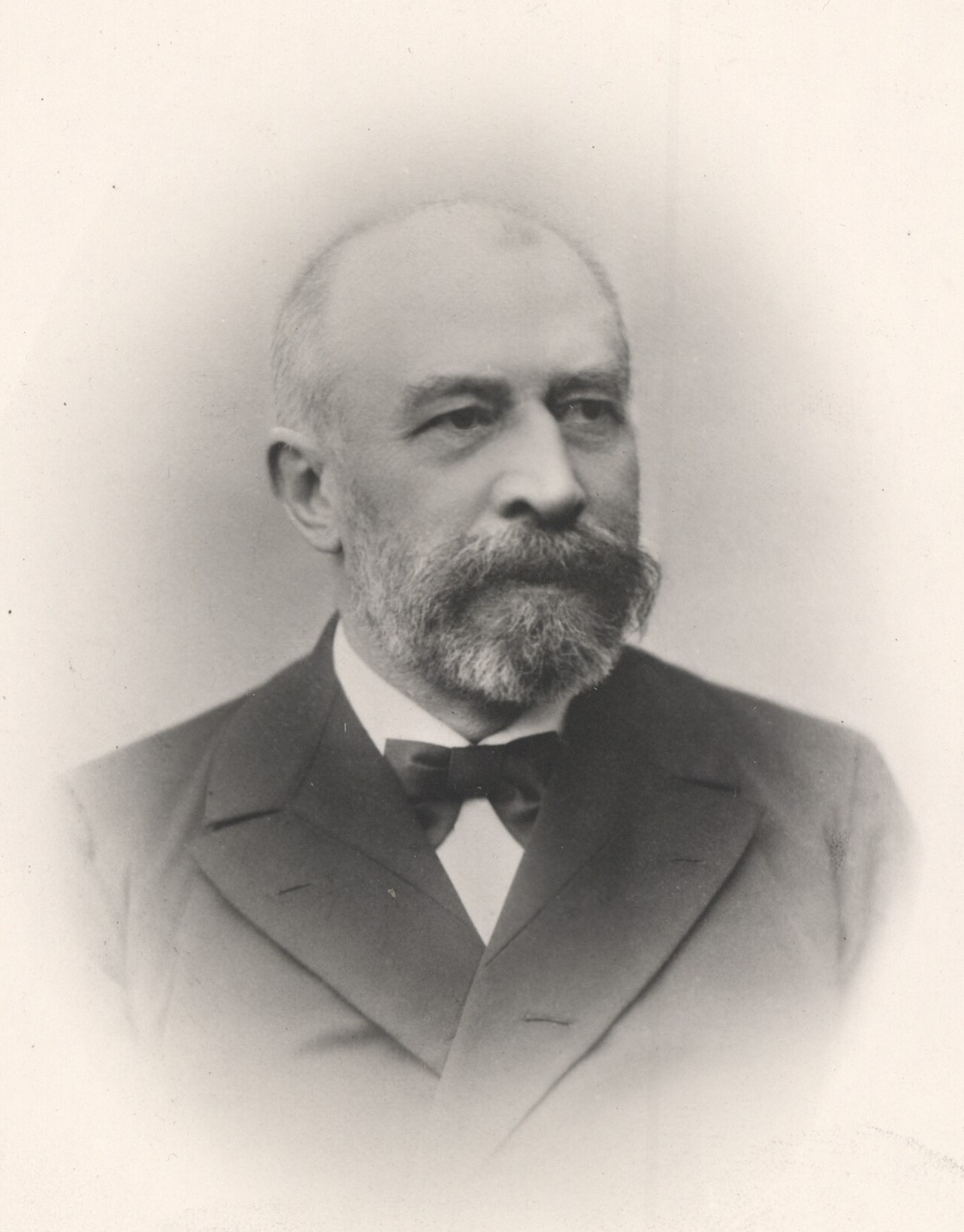
Hugo Egmont Hørring

Hugo Egmont Hørring (* 17. August 1842 in Kopenhagen; † 13. Februar 1909 ebenda) war ein dänischer Jurist und Politiker. Er war von 1897 bis 1900 Regierungschef Dänemarks.

## Leben
Hugo Egmont Hørring war der Sohn des Gewürzhändlers Frederik Barfred Hørring (1799–1880) und seiner Frau Laura Erslev (1808–1888). Er besuchte die Borgerdydskolen im Kopenhagener Stadtteil Christianshavn, die er 1860 verließ. Anschließend studierte er bis 1868 Jura. Nach dem Studium arbeitete er als Assistent in einer Rechtsanwaltskanzlei. In dieser Zeit heiratete er am 20. Mai 1873 in Kopenhagen Vilhelmine Sophie Møller (1838–1874), Tochter des Gewürzhändlers August Vilhelm Møller (1810–1862) und seiner Frau Johanne Petrine Boldt (1814–1863). Aus der Ehe ging der Sohn Johannes Hørring hervor, der Bürgermeister und Gerichtspräsident wurde. Seine Frau starb nur zehn Monate nach der Hochzeit und einen Monat nach der Geburt des Sohns im Alter von 35 Jahren. 1874 wurde Hørring vom Indenrigsministeriet angestellt. 1880 wurde er Bevollmächtigter im Ministerium. 1882 wurde er zum Direktor von Den Kongelige Grønlandske Handel ernannt. Zehn Jahre nach dem Tod seiner ersten Frau heiratete Hørring am 21. März 1884 in Kopenhagen Emma Petrea Louise Ryberg (1851–1920), Tochter des Handelsbevollmächtigten und Friedhofgärtners Johan Peter Ryberg (1802–1876) und seiner Frau Anna Cathrine Smith (1819–1881). Sie war eine Schwester von Carl Julius Peter Ryberg (1854–1929), der im selben Jahr zum Inspektor von Südgrönland ernannt wurde.
1889 wurde Hørring zum Departmentschef des Indenrigsministeriets ernannt. Im Januar wurde Innenminister Hans Peter Ingerslev zum Minister im neugeschaffenen Ministerium für öffentliche Arbeiten ernannt und Hørring wurde sein Nachfolger als Innenminister in der Regierung Estrup. Ein halbes Jahr später endete die Legislaturperiode und Hørring durfte als Innenminister in der Regierung Reedtz-Thott fortsetzen. Am 23. Mai 1897 löste er Tage Reedtz-Thott als Konseilspræsident (Regierungschef) ab und bildete die Regierung Hørring. Hugo Egmont Hørring galt als fähiger Beamter, war politisch aber eher glücklos. Am 27. April 1900 trat die Regierung zurück und Hørring beendete seine politische Karriere.
Seit 1896 war er Direktor der Stiftung Det Classenske Fideikommis. 1905 wurde er Ordensschatzmeister und 1906 Direktor der staatlichen Investitionsbank Kongeriget Danmarks Hypotekbank. Hugo Egmont Hørring starb 1909 im Alter von 66 Jahren in Kopenhagen.